# Солнцево (Днепропетровская область)
Солнцево (укр. Сонцеве) — село,
Брагиновский сельский совет,
Петропавловский район,
Днепропетровская область,
Украина.
Код КОАТУУ — 1223881006. Население по переписи 2001 года составляло 246 человек.

## Географическое положение
Село Солнцево находится на расстоянии в 2,5 км от сёл Шевченко и Александровка.